# エマーソン・ハンコック
エマーソン・クリスチャン・ハンコック（Emerson Christian Hancock, 1999年5月31日 - ）は、アメリカ合衆国ジョージア州グレイディ郡カイロ出身のプロ野球選手（投手）。右投右打。MLBのシアトル・マリナーズ所属。

## 経歴

### プロ入り前
2017年のMLBドラフト38巡目（全体1132位）でアリゾナ・ダイヤモンドバックスから指名されたが、契約せずにジョージア大学へ進学した。
初年度の2018年は15試合に先発登板して6勝4敗、防御率5.10、75奪三振を記録した。
2年目の2019年は14試合に先発登板して8勝3敗、防御率1.99、97奪三振を記録した。
3年目の2020年は4試合に先発登板して2勝0敗、防御率3.75、34奪三振を記録した。

### プロ入りとマリナーズ時代
2020年6月のMLBドラフトでは、1巡目（全体6位）でシアトル・マリナーズから指名され、25日に契約を結んだ（契約金は約570万ドル）。
2021年5月にA+級エバレット・アクアソックスでプロデビュー。8月にAA級アーカンソー・トラベラーズに昇格。この年は球団合計で12試合に先発し、3勝1敗、防御率2.62を記録した。
2022年はAA級アーカンソーで21試合に先発登板し、7勝4敗、防御率3.75を記録した。
2023年はAA級アーカンソーで7月までに11勝を記録し、8月9日にメジャー契約を結んで初昇格。同日のサンディエゴ・パドレス戦に先発してメジャーデビューを果たした（5回を投げて2被安打、3奪三振、1自責点。勝敗なし）。3試合に先発登板し、防御率4.50だった。

## 選手としての特徴
90mph台中盤の速球とスライダー、カーブ、チェンジアップを投げ込む。

## 詳細情報

### 年度別投手成績
| 年 度    | 球 団    | 登 板 | 先 発 | 完 投 | 完 封 | 無 四 球 | 勝 利 | 敗 戦 | セ 丨 ブ | ホ 丨 ル ド | 勝 率 | 打 者 | 投 球 回 | 被 安 打 | 被 本 塁 打 | 与 四 球 | 敬 遠 | 与 死 球 | 奪 三 振 | 暴 投 | ボ 丨 ク | 失 点 | 自 責 点 | 防 御 率 | W H I P |
| -------- | -------- | ----- | ----- | ----- | ----- | -------- | ----- | ----- | -------- | ----------- | ----- | ----- | -------- | -------- | ----------- | -------- | ----- | -------- | -------- | ----- | -------- | ----- | -------- | -------- | ------- |
| 2023     | SEA      | 3     | 3     | 0     | 0     | 0        | 0     | 0     | 0        | 0           | ----  | 49    | 12.0     | 13       | 1           | 3        | 0     | 0        | 6        | 0     | 0        | 6     | 6        | 4.50     | 1.33    |
| 2024     | SEA      | 12    | 12    | 0     | 0     | 0        | 4     | 4     | 0        | 0           | .500  | 266   | 60.2     | 62       | 12          | 19       | 0     | 6        | 39       | 0     | 0        | 37    | 32       | 4.75     | 1.34    |
| MLB：2年 | MLB：2年 | 15    | 15    | 0     | 0     | 0        | 4     | 4     | 0        | 0           | .500  | 315   | 72.2     | 75       | 13          | 22       | 0     | 6        | 45       | 0     | 0        | 43    | 38       | 4.71     | 1.33    |

- 2024年度シーズン終了時

### 年度別守備成績
| 年 度 | 球 団 | 投手（P） | 投手（P） | 投手（P） | 投手（P） | 投手（P） | 投手（P） |
| 年 度 | 球 団 | 試 合     | 刺 殺     | 補 殺     | 失 策     | 併 殺     | 守 備 率  |
| ----- | ----- | --------- | --------- | --------- | --------- | --------- | --------- |
| 2023  | SEA   | 3         | 0         | 2         | 0         | 0         | 1.000     |
| 2024  | SEA   | 12        | 9         | 2         | 2         | 0         | .846      |
| MLB   | MLB   | 15        | 9         | 4         | 2         | 0         | .867      |

- 2024年度シーズン終了時

### 記録
MiLB
- オールスター・フューチャーズゲーム選出：2回（2021年、2022年）

### 背番号
- 62（2023年 - ）